# Hermann-Bernhard Ramcke
 (juin 2011).
Hermann-Bernhard « Gerhard » Ramcke, né le 24 janvier 1889 et mort le 4 juillet 1968 est un général allemand de la Seconde Guerre mondiale. Il reçut la croix de chevalier de la croix de fer avec feuilles de chêne, glaives et brillants, alors une des plus hautes distinctions militaires allemandes.
Ayant commencé sa carrière dans la marine, il intégra ensuite l'infanterie de marine puis les nouvelles troupes parachutistes. Pendant la Seconde Guerre mondiale, il combattit en Crète, en Afrique du Nord avant de commander la défense de Brest face aux troupes américaines à l'été 1944. 
Après guerre, fervent nationaliste, il soutient différents mouvements d'extrême droite. 

## Biographie

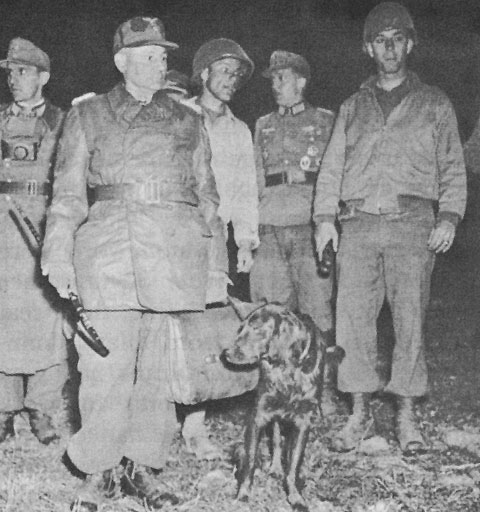
Les soldats de la 8e division d'infanterie américaine ayant capturé le général Ramcke.

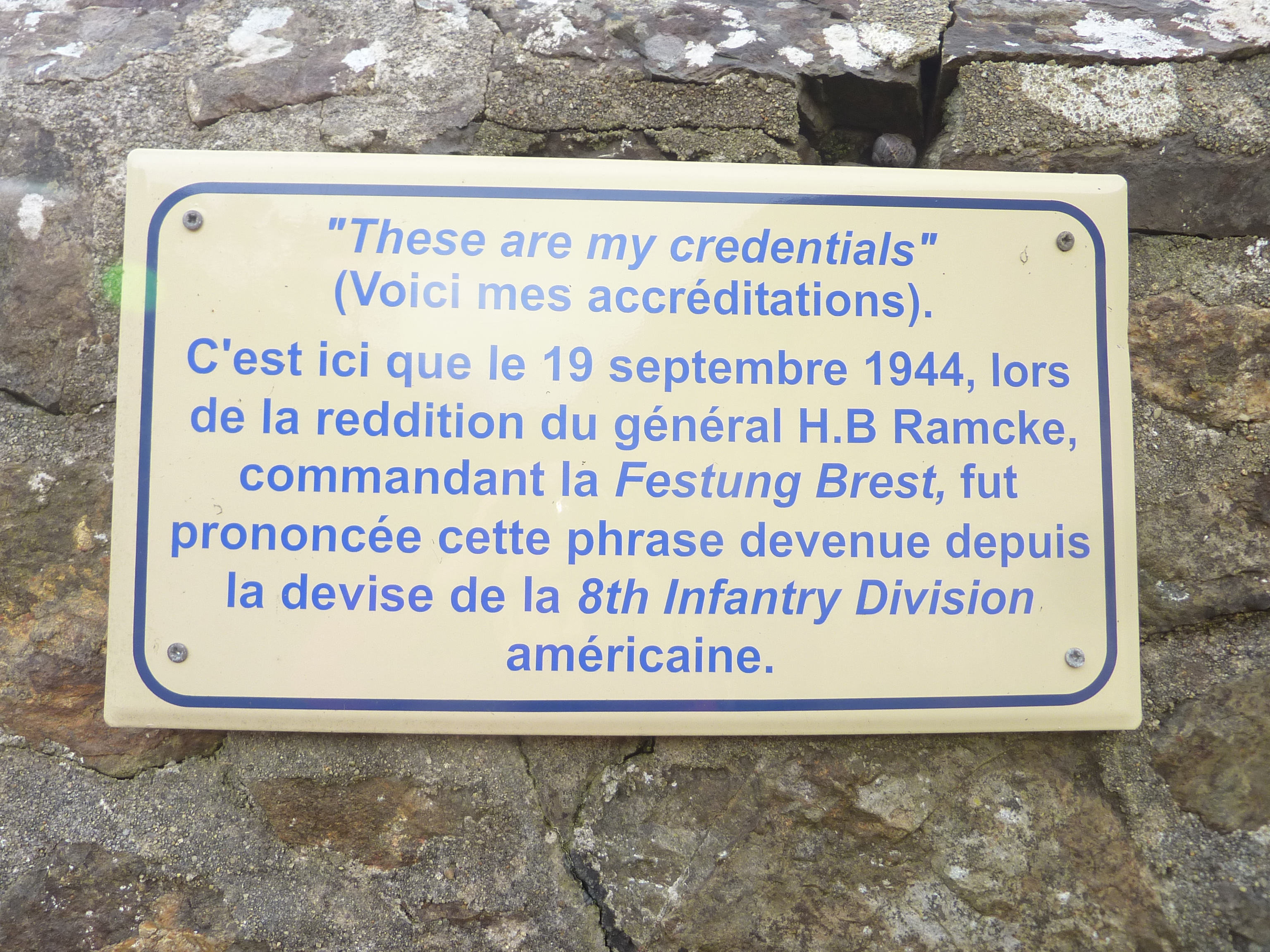
Plaque commémorative de la reddition du général Hermann-Bernhard Ramcke le 19 septembre 1944 (soute à munitions près du fort des Capucins)

Il vient d'une famille d'agriculteurs. En 1905, il rejoint la Kaiserliche Marine. Durant la Première Guerre mondiale il sert sur un cuirassé de la Classe Prinz Adalbert en mer Baltique.
Il se bat en 1916 dans les Flandres au sein de l'infanterie de Marine impériale. En 1918, il est nommé lieutenant de marine, il est hospitalisé cette même année, pendant  18 mois. 
De 1919 à 1937 il sert dans la Reichsmarine en mer Baltique. 
En 1940, il rejoint l'infanterie de marine. Le général Kurt Student le nomme colonel. En mai 1941, il se bat en Crête. Il est nommé général le 22 juillet 1941.
En 1942, il se bat en Afrique du Nord avec le général Rommel, participant à la Première et la Seconde bataille d'El Alamein. En 1943, il participe à la campagne d'Italie.  

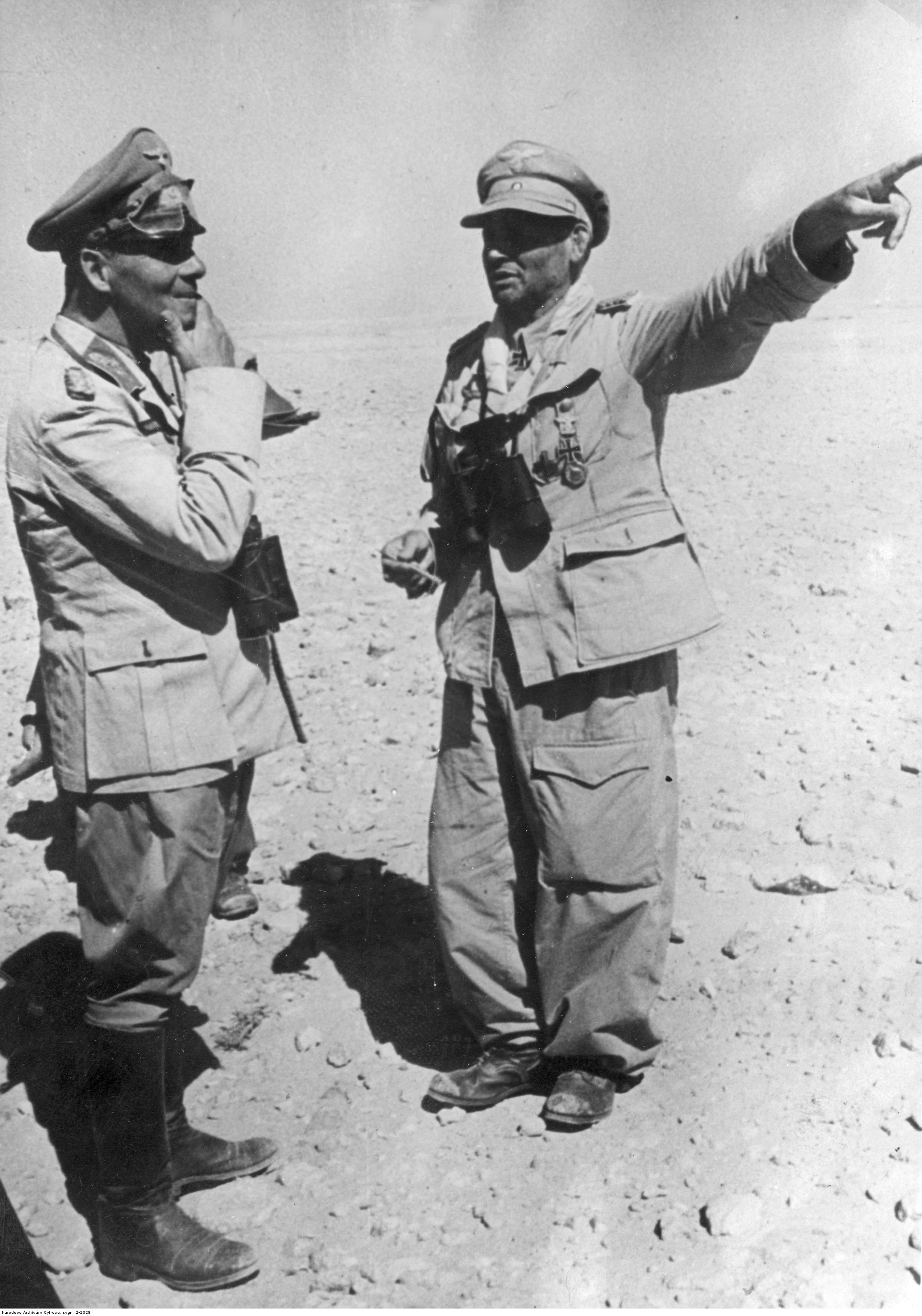
Avec Rommel en 1942.

En 1944, il commande la place de Brest où à partir de début août, les troupes allemandes opposent une vive résistance aux Américains pendant plusieurs semaines. Une fois la ville libérée par les Alliés, il se réfugie dans la presqu'île de Crozon où il poursuit le combat, s'appuyant un temps sur le Ménez-Hom, puis dans la presqu'île de Roscanvel. Finalement encerclé dans le fort des Capucins, sur l'îlot homonyme, il présente sa reddition a la 8e division d'infanterie américaine le 19 septembre 1944.

## Après-guerre
Ramcke est envoyé aux États-Unis en tant que prisonnier de guerre, puis plus tard en Angleterre et enfin en France. Prisonnier au camp Clinton dans le Mississippi, il écrit une lettre à Byron Price, directeur du bureau des censures du gouvernement américain pendant la guerre établissant un parallèle entre le traitement de l'Allemagne après la Première Guerre mondiale qui avait conduit au national-socialisme et le plan Morgenthau de division de l'Allemagne, décrit comme une autre tentative d'appliquer un traitement sévère à l'Allemagne vaincue. Se prévalant des remarques du général Troy Middleton qui affirmait que Ramcke avait prodigué ses efforts pour protéger les prisonniers de guerre américains et respecter les lois de la guerre, Ramcke se disait « convaincu que tous les autres commandants allemands ont agi de la même manière ». Pour expédier cette lettre par la poste, Ramcke s'est glissé hors du camp, pour parvenir dans une ville proche, puis est retourné au camp sans se faire prendre.
En 1951, Ramcke est inculpé de crimes de guerre en France, mais parvient à échapper à la captivité en Allemagne. Il y retourne volontairement et est condamné à cinq ans de prison par un tribunal français en mars 1951, mais est libéré le 24 juin 1951, le général américain Middleton, à qui les forces de Ramcke s'étaient rendues à l'automne de 1944, témoignant pour sa défense. À sa libération, Ramcke retourne en Allemagne et par la suite travaille dans l'industrie du béton.
Après la guerre, Ramcke et Middleton ont entretenu une correspondance pendant environ quinze ans.
Ramcke a publié deux autobiographies, celle au cours de la guerre et l'autre en 1951.
Il est considéré par ses collègues généraux comme un fervent nationaliste. Après sa libération, il a continué à soutenir les mouvements d'extrême-droite tels que le Naumann-Kreis en Allemagne. Le 26 octobre 1952, il déclare à un groupe d'anciens SS qu'ils devraient être fiers d'être mis à l'index tout en soulignant que, dans l'avenir, leur liste noire serait plutôt considérée comme une « liste d'honneur ». Les remarques de Ramcke ont causé un tollé en Allemagne. Même l'ancien général SS Felix Steiner les a désavouées. Le chancelier Konrad Adenauer était si furieux des propos de Ramcke qu'il a demandé à Thomas Dehler, ministre fédéral allemand de la Justice, d'étudier la possibilité de le poursuivre. Adenauer a publiquement dénoncé les propos de Ramcke les jugeant « irresponsables » et qualifiant son comportement de « folie ». Une réaction probablement justifiée par le fait que le gouvernement Adenauer avait négocié avec les autorités françaises une libération anticipée de Ramcke des prisons françaises.
Hermann-Bernhard Ramcke est décédé à Kappeln le 4 juillet 1968.

## Décorations
- Croix de chevalier de la croix de fer avec feuilles de chêne, glaives et brillants
  - Croix de chevalier le 21 août 1941 en tant que Oberst et commandant du Fallschirmjäger-Sturm-Regiment[2]
  - 145e feuilles de chêne le 13 novembre 1942 en tant que Generalmajor et commandant de la Fallschirmjäger-Brigade "Ramcke"[3]
  - 99e glaives le 19 septembre 1944 en tant que Generalleutnant et commandant de la forteresse Brest[3]
  - 20e brillants le 19 septembre 1944 en tant que Generalleutnant et commandant de la forteresse Brest[3]
- Insigne de combat terrestre de la Luftwaffe[4]
- Médaille d'Argent de la bravoure italienne en 1942[4]
- Insigne de parachutiste de la Luftwaffe le 1er août 1940[4]
- Médaille de service de la Wehrmacht 3e et 1re classe le 2 octobre 1936[4]
- Croix d'honneur de la Première Guerre mondiale le 26 janvier 1935[4]
- Insigne des blessés de guerre en Or le 3 novembre 1919[4]
- Croix du Mérite militaire  prussienne en or le 24 avril 1918[4]
- Croix de fer prussienne
  - 2e classe le 17 avril 1916[4]
  - 1re classe le 21 janvier 1917[4]
- Agrafe de la croix de fer prussienne 1939:
  - 2e classe le 1er octobre 1939[4]
  - 1re classe le 23 mai 1941[4]
- Mentionné dans le bulletin quotidien radiophonique de l'armée: Wehrmachtbericht le 9 juin 1941, 9 novembre 1942, 10 septembre 1942, 10 septembre 1944 et le 21 septembre 1944